# 日本經濟新聞社東京本社大廈
日本經濟新聞社東京本社大廈（日语：日本経済新聞社東京本社ビル、にほんけいざいしんぶんしゃとうきょうほんしゃビル）是位於日本東京都千代田區大手町的一座摩天大廈，也是日本經濟新聞社東京本社的辦公地點。這座建築和JA大廈及經團聯會館一體開發，竣工於2009年4月，地下有3層，地上部分有31層。

## 外部連結
- 施工実績 日本経済新聞社東京本社ビル （页面存档备份，存于） - 清水建設